# Atletica leggera ai Giochi della XXVI Olimpiade - Eptathlon

Film dei Giochi olimpici

L'eptathlon ha fatto parte del programma femminile di atletica leggera ai Giochi della XXVI Olimpiade. La competizione si è svolta nei giorni 27-28 luglio 1996 allo Stadio Olimpico del Centenario di Atlanta.

## Presenze ed assenze delle campionesse in carica
| Competizione         | Atleta             | Prestazione | Atlanta 1996 |
| -------------------- | ------------------ | ----------- | ------------ |
| Olimpiadi 1992       | Jackie Joyner      | 7 044 p.    | Presente     |
| Commonwealth 1994    | Denise Lewis       | 6 325 p.    | Presente     |
| Goodwill Games 1994  | Jackie Joyner      | 6 606 p.    | Presente     |
| Europei 1994         | Sabine Braun       | 6 419 p.    | Presente     |
| Asiatici 1994        | Ghada Shouaa       | 6 360 p.    | Presente     |
| Panamericani 1995    | Jamie McNeair      | 6 266 p.    | 5ª ai Trials |
| Mondiali 1995        | Ghada Shouaa       | 6 651 p.    | Presente     |
|                      |                    |             |              |
| Mondiali junior 1992 | Natallja Sazanovič | 6 038 p.    | Presente     |

1. ↑  Sotto la bandiera della Gran Bretagna.

## Risultati
Jackie Joyner termina i 100 ostacoli zoppicando. È costretta al ritiro per un infortunio al tendine del ginocchio.
Non ci sono più avversarie per Ghada Shouaa, che conduce la gara dall'inizio alla fine. Nella prima giornata l'atleta siriana stabilisce i record nazionali assoluti su ostacoli alti e getto del peso e conduce la classifica con 3.992 punti, in corsa per i 7.000 punti. Al secondo posto c'è Urszula Włodarczyk con 3.880, quindi 112 punti in meno.
Nella seconda giornata continua il dominio della Shouaa, che però rimane indietro nel salto in lungo (sfuma l'assalto ai 7.000 punti). Basta un 6,70 a Natallja Sazanovič per scavalcare la Włodarczyk in seconda posizione. La siriana si rifà nel giavellotto (record nazionale) e giunge all'ultima prova con un vantaggio di 182 punti sulla Sazanovič e di 263 su Denise Lewis.
Per la Shouaa è il suo secondo miglior punteggio. La Sazanovič invece ha battuto il proprio personale di 97 punti.
| Pos | Paese                                          | Atleta                       | Punti                                |
| --- | ---------------------------------------------- | ---------------------------- | ------------------------------------ |
|     | Siria                                          | Ghada Shouaa                 | 6.780                                |
|     | Corse 100 h: 13"72 200 m: 23"85 800 m: 2'15"43 | Salti Alto: 1,86 Lungo: 6,26 | Lanci Peso: 15,95 Giavellotto: 55,70 |
|     | Bielorussia                                    | Natallja Sazanovič           | 6.563                                |
|     | Regno Unito                                    | Denise Lewis                 | 6.489                                |
| 4   | Polonia                                        | Urszula Włodarczyk           | 6.484                                |
| 5   | Sierra Leone                                   | Eunice Barber                | 6.342                                |
| 6   | Ungheria                                       | Rita Ináncsi                 | 6.336                                |
| 7   | Germania                                       | Sabine Braun                 | 6.317                                |
| 8   | Stati Uniti                                    | Kelly Blair                  | 6.307                                |

Per la Siria è il primo oro olimpico in tutti gli sport.